# Marie Hager

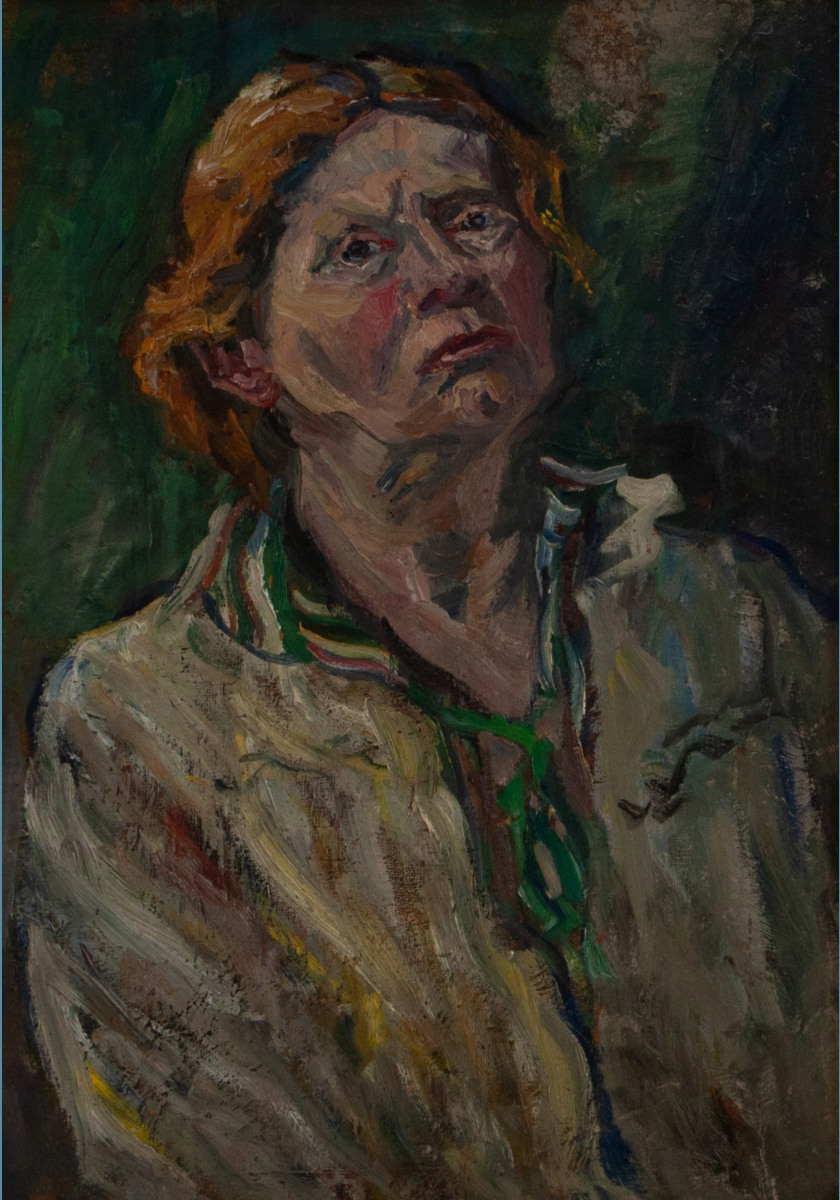
Marie Hager mit etwa 60 Jahren, Selbstbildnis um 1930

Ferdinandine Johanna Clara Marie Hager (* 20. März 1872 in Penzlin; † 25. April 1947 in Burg Stargard) war eine deutsche Landschafts- und Architekturmalerin.

## Leben

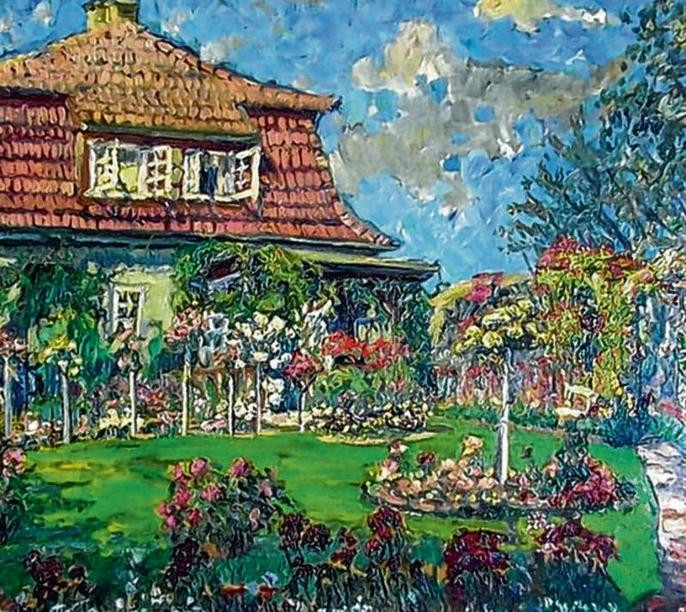
Marie Hager: Geburtshaus in Penzlin

Marie Hager war die Tochter des Penzliner Pastors Adolf Hager (1838–1923). 1894 zog die Familie nach Dargun, wo der Vater als Präpositus wirkte. Maria Hager besuchte die Bürgerschule sowie eine Privatschule. In Hamburg und Berlin studierte sie Gesang, brach das Studium jedoch ab. Sie wechselte zur Malerei und wurde 1904 Schülerin des Bracht-Schülers Max Uth. Später wurde sie auch von Eugen Bracht selbst, und von Hans Licht und Ernst Kolbe unterrichtet.
Bereits 1910 konnte sie an einer Ausstellung in Hannover und 1911 in Berlin teilnehmen. Bis 1941 konnte sie sich regelmäßig an großen Kunstausstellungen beteiligen, unter anderem in München, Hamburg und Paris. Bei ihren Reisen entstanden Hafen- und Städtebilder, durch die sie besonders bekannt wurde. Häufige Motive waren auch Dargun und ihre Wahlheimat Burg Stargard. Bei verschiedenen Malkursen, die ihre Lehrer in den Sommermonaten als „Stargarder Malschule“ durchführten, hatte sie den Ort kennengelernt, in dem sie sich 1921 ein Haus bauen ließ und bis an ihr Lebensende wohnte.
Das Werk Marie Hagers umfasst, soweit bekannt, 320 Gemälde. Diese sind überwiegend in Privatbesitz und zum Teil in Museen zu finden. Ihre durch Farbigkeit, sicheren Strich und breite, feste Pinselführung gekennzeichneten Bilder, die meist im Freien entstanden, sind dem Spätimpressionismus zuzuordnen.
Marie Hager vererbte ihren Besitz an ihre Nichte Wiltrud Kratz, die 1991 Haus und Grundstück sowie Möbel und Bilder der Künstlerin der Stadt Burg Stargard übergab. Vereinbart wurde die Einrichtung einer ständigen Ausstellung im Marie-Hager-Haus. Der Marie-Hager-Kunstverein Burg Stargard widmet sich der Erinnerung an das Werk Hagers und der Bewahrung und Erhaltung ihrer Kunstwerke. 1997 fand im Staatlichen Museum Schwerin eine Ausstellung zum Werk Marie Hagers statt, das dabei umfangreich wissenschaftlich aufgearbeitet wurde.

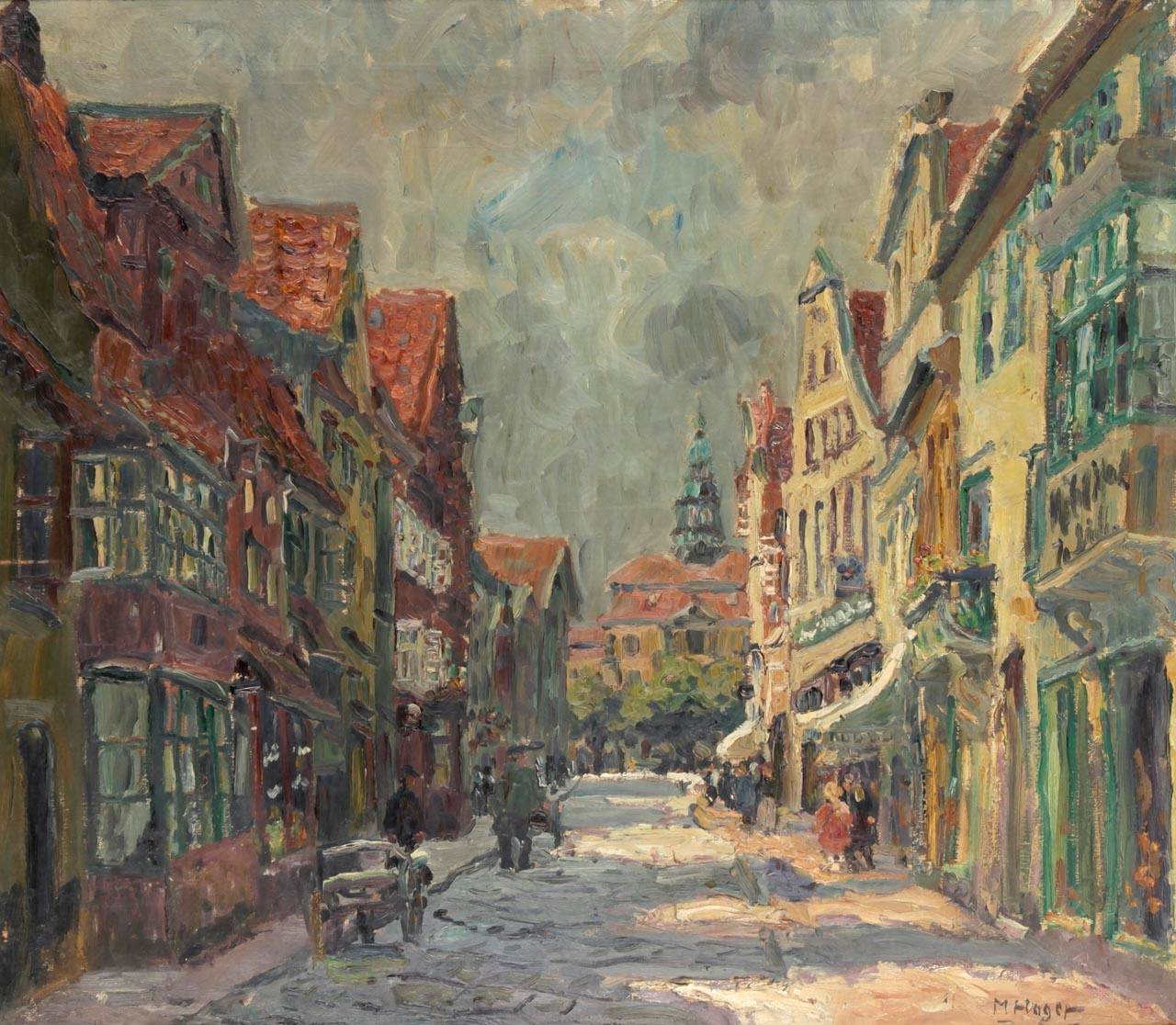
Hamburger Gängeviertel
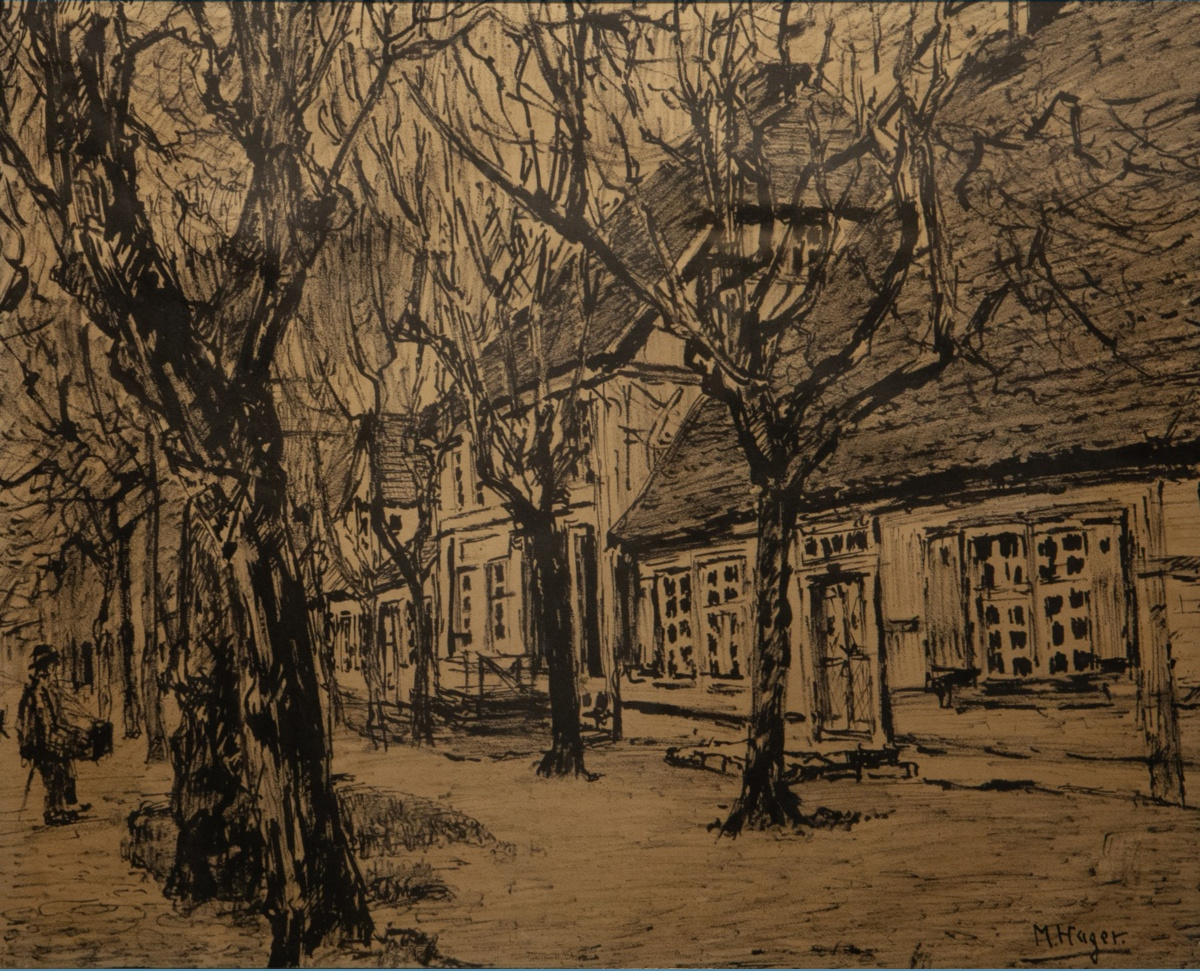
Schlossstrasse in Dargun
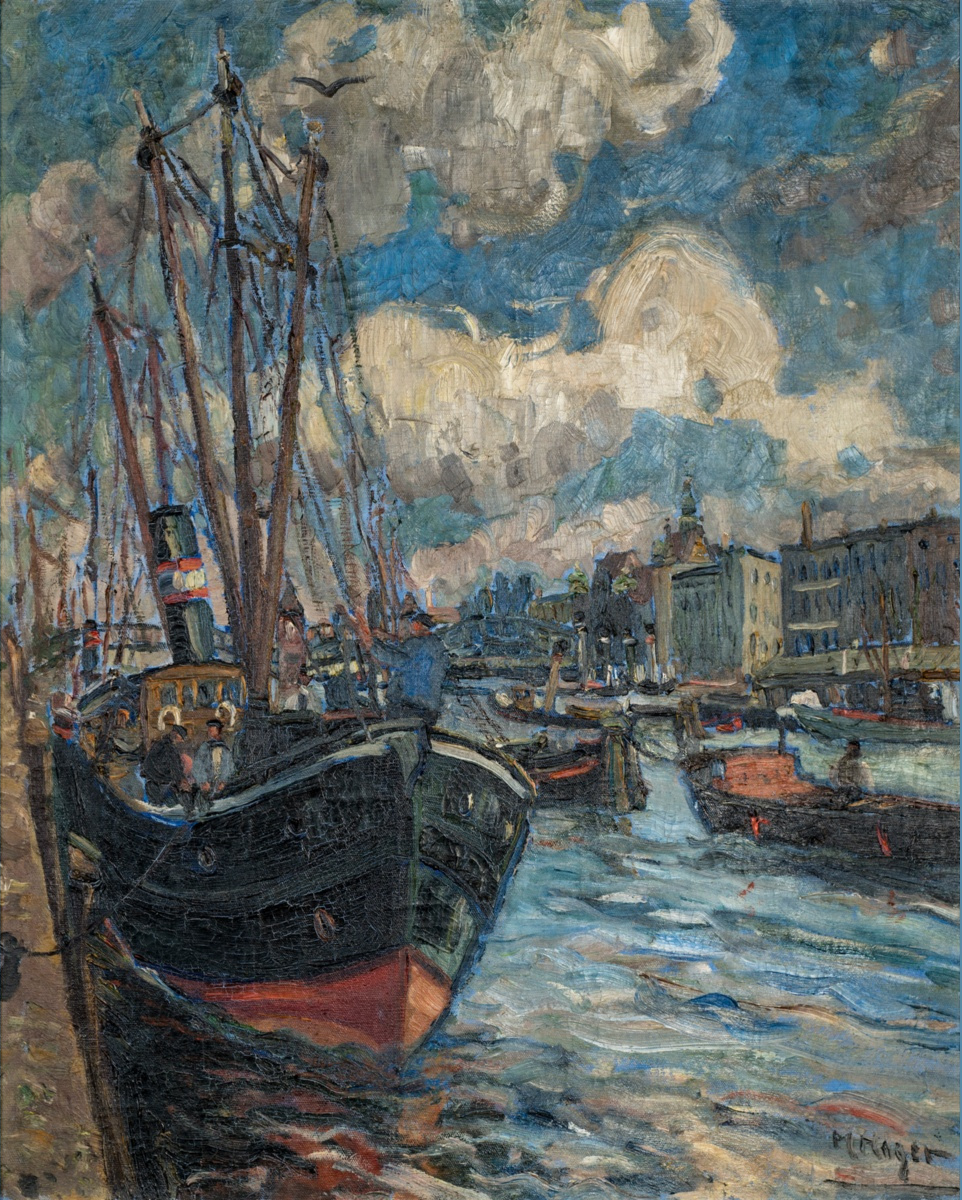
Schiffe am Pier
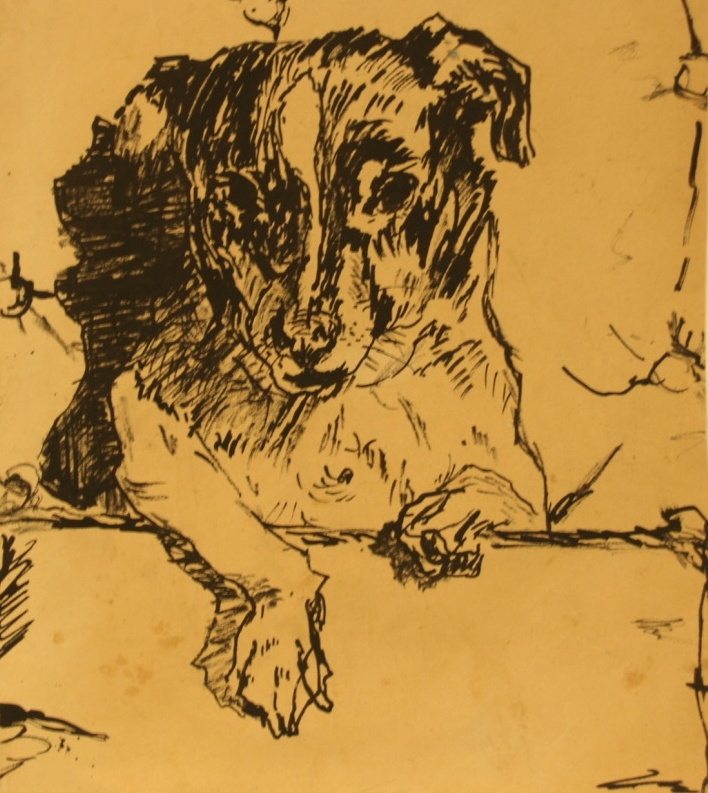
Pummel-Studie
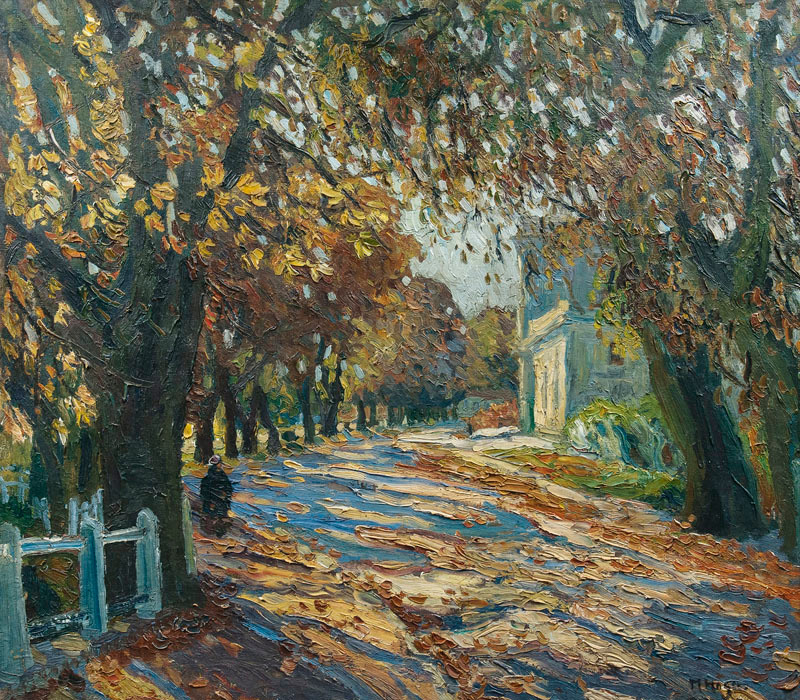
Allee in Dargun im Herbst
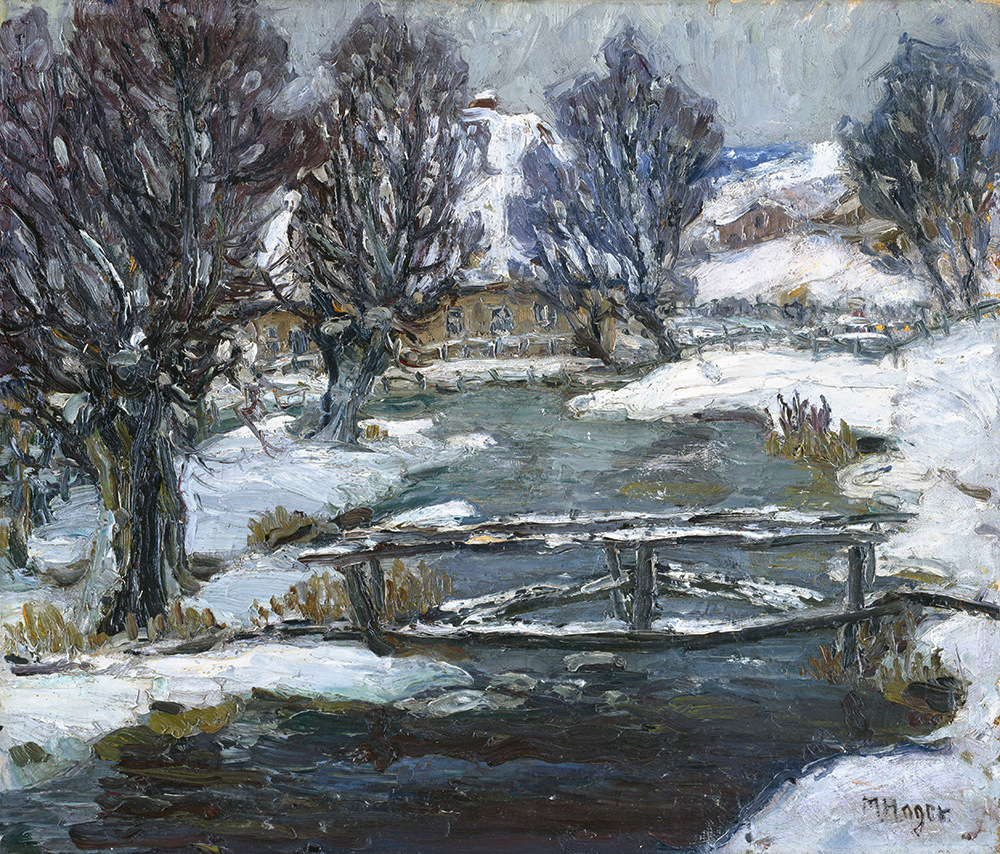
Winter
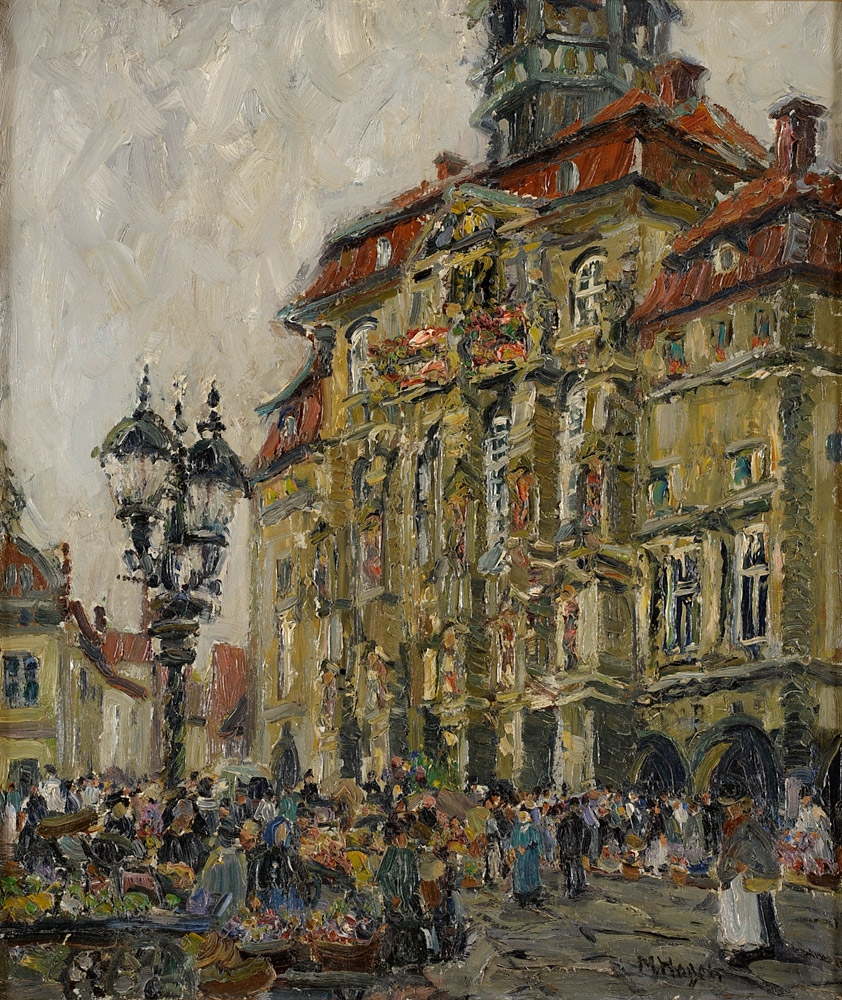
Markttag vor dem Lüneburger Rathaus